# مسجد سنگی روستای هراب
مسجد سنگی روستای هراب مربوط به دوره قاجار است و در شهرستان بستان‌آباد، بخش مرکزی، دهستان قوریگل واقع شده و این اثر در تاریخ ۶ اسفند ۱۳۸۵ با شمارهٔ ثبت ۱۷۵۳۳ به‌عنوان یکی از آثار ملی ایران به ثبت رسیده است.